# Gottlob Regis
Johann Gottlob Regis (* 23. April 1791; † 29. August 1854) war ein deutscher Dichter und Übersetzer.

## Leben
Regis war der Sohn eines Predigers an der Nikolaikirche in Leipzig. Er besuchte die Nikolaischule in Leipzig und die Klosterschule in Roßleben an der Unstrut und studierte von 1809 bis 1812 Jura in Leipzig. Seit 1816 arbeitete er als Korrektor an der Buchhandlung des Waisenhauses in Halle. 1825 ließ er sich in Breslau nieder und hoffte dort eine Stelle als Bibliothekar und Professor zu bekommen. Diese Pläne konnte er aber nicht verwirklichen. Er lebte fortan als Privatgelehrter in Breslau und erhielt seit 1841 eine Pension vom König Friedrich Wilhelm IV. Er war als Übersetzer der Sonette Shakespeares und des Gargantua von Rabelais hochberühmt. Günter Grass berichtet, dass Paul Celan ihm in Paris „die Regissche Übersetzung anriet“. Weitere Übersetzungen fertigte er von Matteo Maria Boiardos Orlando innammorato und von Texten Jonathan Swifts an. Mit Carl Gustav Carus unterhielt er über viele Jahre hin einen Briefwechsel.

## Werke
- Kasualreden. Leipzig 1816
- Salzmanns Zögling schreibt an seinen einzigen Zögling. Leipzig 1816
- Mein Bekenntniß über Göthes Faust. Leipzig 1908

## Übersetzungen
- William Shakespeare: Timon von Athen 1821
- Meister Franz Rabelais ... Gargantua und Pantagruel. Aus dem Französischen verdeutscht, mit Einleitung und Anmerkungen, den Varianten des 2. Buches von 1533, auch einem noch unbekannten Gargantua herausgegeben durch Gottlob Regis. Leipzig: Barth 1832
- Shakespeare-Almanach 1836  (enthält u. a. die Sonette)
- Matteo Maria Boiardo: Verliebter Roland 1840
- Das Liederbuch vom Cid 1842
- Der Fürst des Niccolò Machiavelli 1842
- Michelangelo Buonarotti: Sämtliche Gedichte 1842
- Das Swift-Büchlein 1847
- Epigramme der Griechischen Anthologie 1856